# Gastrorchis humblotii
Gastrorchis humblotii (Rchb.f.) Schltr. è una pianta della famiglia delle Orchidacee, endemica del Madagascar.